# Andrew Pozzi
Andrew William Pozzi (Leamington Spa, 15 maggio 1992) è un ostacolista britannico.
Nel 2017 ha vinto la sua prima medaglia d'oro in un campionato internazionale, ai campionati europei indoor di Belgrado.

## Palmarès
| Anno                                  | Manifestazione          | Sede           | Evento   | Risultato  | Prestazione | Note                                     |
| ------------------------------------- | ----------------------- | -------------- | -------- | ---------- | ----------- | ---------------------------------------- |
| In rappresentanza della Gran Bretagna |                         |                |          |            |             |                                          |
| 2009                                  | Mondiali U18            | Bressanone     | 110 m hs | Semifinale | 13"82       |                                          |
| 2011                                  | Europei U20             | Tallinn        | 110 m hs | Argento    | 13"57       |                                          |
| 2012                                  | Mondiali indoor         | Istanbul       | 60 m hs  | 4º         | 7"58        |                                          |
| 2012                                  | Giochi olimpici         | Londra         | 110 m hs | Batteria   | dnf         |                                          |
| 2014                                  | Mondiali indoor         | Sopot          | 60 m hs  | 4º         | 7"53        | Miglior prestazione personale            |
| 2016                                  | Europei                 | Amsterdam      | 110 m hs | Finale     | dns         |                                          |
| 2016                                  | Giochi olimpici         | Rio de Janeiro | 110 m hs | Semifinale | 13"67       |                                          |
| 2017                                  | Europei indoor          | Belgrado       | 60 m hs  | Oro        | 7"51        |                                          |
| 2017                                  | Mondiali                | Londra         | 110 m hs | Semifinale | 13"28       |                                          |
| 2018                                  | Mondiali indoor         | Birmingham     | 60 m hs  | Oro        | 7"46        | Miglior prestazione personale stagionale |
| 2018                                  | Europei                 | Berlino        | 110 m hs | 6º         | 13"48       |                                          |
| 2019                                  | Europei indoor          | Glasgow        | 60 m hs  | 6º         | 7"68        |                                          |
| 2019                                  | Mondiali                | Doha           | 110 m hs | Semifinale | 13"60       |                                          |
| 2021                                  | Europei indoor          | Toruń          | 60 m hs  | Argento    | 7"43        | Miglior prestazione personale            |
| 2021                                  | Giochi olimpici         | Tokyo          | 110 m hs | 7º         | 13"30       |                                          |
| 2022                                  | Mondiali indoor         | Belgrado       | 60 m hs  | Semifinale | 7"60        |                                          |
| 2022                                  | Mondiali                | Eugene         | 110 m hs | Semifinale | 13"35       | w                                        |
| 2022                                  | Europei                 | Monaco         | 110 m hs | 6º         | 13"66       |                                          |
| In rappresentanza dell' Inghilterra   |                         |                |          |            |             |                                          |
| 2018                                  | Giochi del Commonwealth | Gold Coast     | 110 m hs | 6º         | 13"53       |                                          |
| 2022                                  | Giochi del Commonwealth | Birmingham     | 110 m hs | Bronzo     | 13"37       |                                          |